# 中華民國總統及副總統在臺灣之公民直接選舉與罷免
中華民國總統及副總統在臺灣之公民直接選舉與罷免指由中華民國自由地區人民直接選舉產生和罷免總統及副總統的中央公職人員選舉罷免制度，其中選舉又被稱為台灣總統大選。1988年1月，時為中華民國副總統的李登輝因蔣經國逝世而繼任中華民國總統兼中國國民黨主席後，蔣中正家族執政時代正式結束，本土臺灣人首次出任中華民國的國家元首，臺灣社會要求政治民主化呼聲日益高漲。1990年3月，已經42年未改選的第一屆國民大會代表進行第八任總統選舉時引發野百合學運要求政治改革。隨後李登輝主導國民大會制定《中華民國憲法增修條文》，在1991年12月和1992年12月完成國會在臺灣之全面改選後，民主進步黨與李登輝總統即開始推動總統及副總統由在臺灣之公民直接選舉與罷免，但因中國國民黨內保守派阻撓而未能實現。幾經折衝後，為避免即將由1994年12月省市長選舉直選產生的臺灣省省長引發「葉爾辛效應」，乃於1994年7月再次修改《憲法增修條文》，確定「總統、副總統由中華民國自由地區全體人民直接选举之」，一改先前由國民大會代表間接選舉的方式；亦使直選產生的總統（國家元首）與行政院院長（政府首脑）間之權責關係類似法国第五共和之雙首長制。
1996年3月23日，於中華民國自由地區（即臺灣、澎湖、金門與馬祖等島嶼）舉行首次總統與副總統之直接選舉。此後中華民國總統與副總統在臺灣每四年定期改選成為常態，為臺灣民主政治體制的一部份。

## 改制背景與經過
1949年12月，中華民國政府因第二次国共内战中之不利形勢，宣佈將政府遷往其甫於1945年第二次世界大战後代表盟軍自日本佔領領土臺灣的首府臺北市。進入1950年代後戰事漸歇，中國國民黨領導的中華民國政府與中国共产党領導的中華人民共和國政府隔台灣海峽兩岸分治的格局型成。政府遷臺後實施長年戒嚴令的時空背景下，仍有部分民主運動人士公開主張做為國家元首的中華民國總統應由居住於政府實際統治領土的人民直選產生。
1964年9月，國立臺灣大學政治系教授兼系主任彭明敏與其學生謝聰敏和魏廷朝共同起草《台灣自救運動宣言》，主張「遵循民主常軌，由普選產生國家元首。」三人隨即遭逮捕、以「叛亂罪嫌」起訴、並判處有期徒刑。因為戒嚴限制，《台灣自救運動宣言》在黨外並未流傳。1971年10月中華民國退出聯合國後，1972年1月雷震所提出的《救亡圖存獻議》中亦有「總統由海內外人民直接選舉，或由監察院立法院合組聯席會議選舉」之主張。1975年參加第二次增額立法委員選舉的知名黨外運動人士郭雨新也曾提出「總統及臺北市市長直接民選」之政見。
進入1980年代，黨外運動和民主運動的自由派學者，為了對抗中國國民黨黨國體制的威權總統，訴求「回歸憲法」，換句話說就是回歸《中華民國憲法》內偏向內閣制之政體。直到1986年9月民主進步黨建黨之前較少有總統直選主張。1986年黨外運動人士洪奇昌、翁金珠、黃昭輝組織連線參選第三次增額國民大會代表選舉，由林濁水建議，訴求「親手選出我們自己的總統」，十分轟動，三人順利當選。1989年姚嘉文領導「新國家連線」參選第六次增額立法委員選舉，繼續訴求總統直選，並由林濁水任總幹事，連線公佈總統直選的《台灣共和國憲法草案》，草案採取奧地利與愛爾蘭等的傾向內閣制的雙首長制。直選目的在於透過直選創造臺灣主權獨立象徵，而不在建立總統制之政體。1990年，民主進步黨中央執行委員會通過總統直選主張，並先後起草了《民主大憲章》和《台灣國憲法草案》。此後民主進步黨發動一連串總統直選街頭運動。
1991年4月李登輝總統召集第一屆國民大會第二次臨時會制定《中華民國憲法增修條文》（憲法第一次增修）確定國會在臺灣全面改選並於1991年12月舉行第二屆國民大會代表選舉。1992年3月，新當選的民主進步黨及無黨籍國民大會代表合組「總統直選聯盟」，向政府高喊「總統直選」。4月，第二屆國民大會在位於臺北市陽明山的中山樓集會，民主進步黨代表於會議進行中拉布條要求總統直選。4月19日，黃信介、許信良、施明德與林義雄等人率領數萬群眾遊行與靜坐要求總統直選，歷經三天兩夜在臺北車站等地前的街頭抗爭，施因「四一九遊行」被以違反「集會遊行法」判拘役50日。5月10日成立「新臺灣重建委員會」，推動新憲法、新國家和總統直選。
在各界討論修憲時，包括李煥、郝柏村、邱創煥、馬英九、關中在內的中國國民黨保守派人士堅決反對總統公民直選，主張仍由國民大會選出。因改革遭遇黨內阻力，1992年5月27日第二屆國民大會臨時會通過之憲法增修條文（憲法第二次增修）僅載明「總統、副總統由中華民國自由地區全體人民選舉之，自中華民國八十五年第九任總統、副總統選舉實施」，而對選舉之形式仍未有定論。之後中國國民黨保守派人士其後於民意壓力下，再主張改為類似美國選舉人團之「委任選舉」，但最終不敵支持公民直選的呼聲。
另一方面，中華民國政府1949年遷臺後，政府實際管轄領土範圍與臺灣省高度重疊。雖然後來成立臺北市與高雄市兩直轄市但是臺灣省仍管轄高達98%以上的面積與80%以上人口。1992年5月憲法第二次增修後，將原本由中央政府指派的臺灣省省長、臺北市市長與高雄市市長改為公民直選，並預計於1994年12月舉行首次省長與直轄市長選舉。隨後之修憲討論中亦注意到民選後臺灣省省長之權力基礎已有與非直選的總統或行政院院長相抗衡之勢。該情形類似1991年蘇聯政治中，由間接選舉產生的蘇聯總統戈巴契夫無法駕馭由直接選舉產生有民意基礎的俄羅斯總統葉爾辛，而成為後來蘇聯解體的原因之一，又稱「葉爾辛效應」。幾經折衝後，中國國民黨與民主進步黨達成總統直接民選的共識。
1994年7月28日，第二屆國民大會第四次臨時會中正式通過了新的憲法增修條文（憲法第三次增修）明定「總統、副總統由中華民國自由地區全體人民『直接選舉』之」，國家元首產生方式塵埃落定。1996年3月23日舉行了首次中華民國總統、副總統直接選舉，這也是臺灣人民第一次有機會以直接投票的方式來選出自己的國家元首。

## 中國國民黨內部之決策過程
1990年中國國民黨發生二月政爭，分裂成支持李登輝的主流派與反對李登輝的非主流派，動盪的政局引發三月野百合學運，李登輝總統應民意要求召開「國是會議」，會中提出總統直選不同版本。有委任直選與公民直選等。1992年3月第二屆國民大會臨時會召開前夕，當時擔任總統及中國國民黨主席的李登輝，指示在黨內組成修憲策劃小組。由副總統李元簇出任總召集人研擬新的總統選舉辦法，名列國民黨不分區國大代表，第一名的時任行政院副院長施啟揚，以及第二名的時任行政院大陸委員會副主任委員馬英九，分別出任研究分組的正、副召集人。當時施啟揚與馬英九以為中央政府傾向總統委任直選制，也就是人民先投票選出某一個政黨的國代，國代再投票選出同一黨籍的總統，中間沒有國代個人意志的選制作為規劃方向。但就在3月中旬，中國國民黨十三中全會召開前夕，總統委任直選制可能定案出爐之際，李登輝突然以深入基層了解民間要求公民直選為由透露政策轉向的訊息。
中國國民黨內部亦有委任直選的討論，吳豐山擔任召集人，在圓山大飯店裏開會，關中、鄭心雄、馬英九等都有參加討論如何直選。直選的原則確立在這考慮下，若要用美國式的選舉人委任直選制度，他們擔心直選是在台灣地區投票，那全國的代表性、代表全中華民國的主權如何去體現，因為現在有不分區代表，在精神上代表全中華民國，用委任不分區代表的方式選出來，至少還可以沾到一點邊來解釋它是中華民國的。這就是委任直選的考量，鄭心雄、馬英九等都有提出這樣的主張。時任中國國民黨中央副秘書長馬英九在會議當時曾有很多不利於委任直選的理由和討論，反對總統由全民直選，支持由委任代表選出總統。「國是會議」確定選舉原則後，由研究小組將選民直選或委任直選二案併呈給李登輝。最後李登輝做出總統直接民選的決定。
1992年3月9日，中國國民黨臨時中常會曾針對委任直選以及公民直選出現熱烈討論，一場會開了7個鐘頭還是沒有辦法取得共識，李登輝裁示以兩案併陳方式同時提出委任直選和公民直選總統兩方案送交三中全會討論。在毫無徵兆的情況下，原本僅是參考討論用的公民直選制方案忽然成了一個中國國民黨可能的主流版本，中國國民黨高層政策急轉彎的過程引起諸多質疑與反彈。
由於此後民調普遍顯示民眾支持公民直選，接下來召開的三中全會，李登輝總統在開會前夕政策轉向，主流派、非主流派再度對峙，中國國民黨內重量級人士排隊爭相發言，陸委會副主委馬英九面對政策急轉彎使其立場頓時進退失據，只能默默坐在台下不發一語。事後馬英九在記者提問下無奈地表示「以後我說的話，你們還會信嗎?」，施啟揚則揚言「民意如流水」。
經過宋楚瑜、林洋港等人一番幕後折衝，李登輝使出緩兵之計逐漸鞏固中國國民黨內的領導權，歷經整整2年的討論與醞釀，國民大會終於在1994年7月29日凌晨2點三讀完成增修憲法程序，確立總統選舉方式，改由中華民國自由地區的全體人民直接選舉之，即台澎金馬全體人民直接選舉出中華民國總統，並且自1996年開始實施。

## 法源與選舉方式
《中華民國憲法增修條文》給予了中華民國總統在臺灣公民直接選舉的法源依據，其他細部規定主要列於《總統副總統選舉罷免法》之中。憲法增修條文中並規定「總統、副總統候選人應聯名登記，在選票上同列一組圈選」故正式選舉公報中所使用之名稱為「總統、副總統選舉」。憲法增修條文對總統副總統之選舉、罷免及彈劾方式經過多次修訂，型成了民主化後臺灣的憲政格局。
| 年份   | 名稱       | 總統副總統之選舉                   | 總統副總統之罷免                       | 總統副總統之彈劾                   |
| ------ | ---------- | ---------------------------------- | -------------------------------------- | ---------------------------------- |
| 1990年 | 憲法增修前 | 國民大會代表選舉，任期六年         | 國民大會代表提出交由大會投票決定       | 監察院提出，國民大會投票決定       |
| 1992年 | 第二次增修 | 自由地區人民選舉，任期四年         | 國民大會代表提出交由大會投票決定       | 監察院提出，國民大會投票決定       |
| 1994年 | 第三次增修 | 自由地區人民「直接選舉」，任期四年 | 國民大會提出，自由地區人民公民投票決定 | 監察院提出，國民大會投票決定       |
| 1997年 | 第四次增修 | 自由地區人民「直接選舉」，任期四年 | 國民大會提出，自由地區人民公民投票決定 | 立法院提出，國民大會投票決定       |
| 2000年 | 第六次增修 | 自由地區人民「直接選舉」，任期四年 | 立法院提出，自由地區人民公民投票決定   | 立法院提出，國民大會投票決定       |
| 2005年 | 第七次增修 | 自由地區人民「直接選舉」，任期四年 | 立法院提出，自由地區人民公民投票決定   | 立法院提出，司法院憲法法庭審判決定 |

因應憲法第三次增修，立法院於1995年8月9日制定《總統副總統選舉罷免法》，後來經數次修正，最新版本日期為2021年11月30日，該法的重點為：
- 選舉方式：普通、平等、直接及無記名投票
- 選舉機關：由中央選舉委員會主管，並指揮、監督各直轄市、縣、市之選舉委員會辦理。
- 選舉人資格（擁有投票權）：中華民國自由地區公民，年滿20歲，並曾居住6個月以上者為選舉人；但在國外之選舉人行使選舉權，需返國為之。
- 候選人資格：在中華民國自由地區繼續居住6個月以上且曾設籍15年以上之選舉人，年滿40歲，得申請登記為總統、副總統候選人。但國籍為回復或因歸化取得者不得登記為總統、副總統候選人。大陸及香港、澳門地區居民亦不得登記為總統、副總統候選人。
- 候選人登記條件：
  - 政黨推薦：最近任何一次總統、副總統或立法委員選舉，其所推薦候選人得票數之和，應達該次選舉有效票總和5%以上之政黨得直接推薦總統、副總統候選人。二個以上政黨共同推薦一組總統、副總統候選人者，各該政黨推薦候選人之得票數，以推薦政黨數除其推薦候選人得票數計算之。
  - 公民連署（公民提名）：具有達最近一次立法委員選舉選舉人總數1.5%之公民連署者，得登記為總統、副總統候選人。總統、副總統候選人連署的連署人須有選舉人資格，連署必須具名，檢具國民身分證影本，且須將名單造冊交中央選舉委員會查驗。
- 當選條件：以候選人得票最多之一組為當選；候選人僅有一組時，其得票數須達選舉人總數20%以上，始為當選。

## 影響
李登輝、蔡英文、許多臺灣政治人物與媒體都認為：1996年與之後的總統選舉不但讓中華民國的中央政府擁有更強的合法性與正當性，也讓臺灣從威權轉化為落實主權在民精神的真正民主國家，並在政治層面落實臺灣本土化運動。公民直選的總統、國會、2000年、2008年及2016年的政黨輪替與和平轉移政權被視為中華民國主權獨立自主、政治自由民主、社會開放進步、政府依法行政、全民監督政府施政與公僕表現的重要象徵與方式。
李登輝當選第一次以直選產生的總統後曾數度表示：「臺灣是一個主權獨立的國家，它的國號叫做中華民國」或「中華民國是一個主權國家，它的領土範圍在臺澎金馬」。他在選擇不競選連任並卸任後與日本學者中嶋嶺雄合著的《亞洲的智略》一書表示「中華民國在臺灣大致上可分為兩個時期，蔣中正、蔣經國統治是第一時期，因為，憲法都是在中國內戰時訂下的。現在，中華民國憲法不但經過大幅度修改，過去的立法院也已全面改選，老立委退職、國民大會虛級化、臺灣省已經『凍省』、總統由人民直選，臺灣經歷這些重大變革，憲法與政府結構也已經重組，這就是第二共和。」在2002年取得中華民國國籍的前中共總書記胡耀邦之文膽阮銘則表示「辛亥革命誕生的中華民國第一共和，在大陸不在台灣；今天的中華民國第二共和，在台灣不在大陸。」

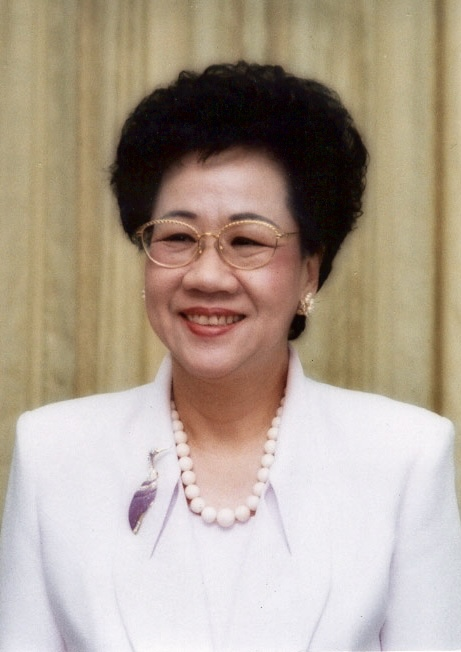
中華民國第一位女性副總統呂秀蓮

前副總統兼《玉山周報》創辦人呂秀蓮則於2010年專訪時任總統馬英九時表示1996年的總統大選是「臺灣人民第一次用選票選出國家領導人，其間中國3度試射飛彈恫嚇，美國柯林頓總統卻派2艘航空母艦暗中協防臺灣；從那天開始，中華民國在事實及法理上已經是主權獨立國家，臺灣人民選出來的總統就叫中華民國總統，這是藍綠陣營的最大公約數。」它將此稱為「九六共識」，作為凝聚國民對國家定位及台灣認同的基礎。
|  |

## 總統副總統選舉
| 年份   | 日期    | 任次   | 投票率 | 主條目                 | 當選人 | 當選人 | 當選人   | 當選人     | 當選人    | 當選人   |
| 年份   | 日期    | 任次   | 投票率 | 主條目                 | 總統   | 副總統 | 推薦政黨 | 推薦政黨   | 得票數    | 得票比例 |
| ------ | ------- | ------ | ------ | ---------------------- | ------ | ------ | -------- | ---------- | --------- | -------- |
| 1996年 | 3月23日 | 第9任  | 76.04% | 1996年中華民國總統選舉 | 李登輝 | 連戰   |          | 中國國民黨 | 5,813,699 | 54.00%   |
| 2000年 | 3月18日 | 第10任 | 82.69% | 2000年中華民國總統選舉 | 陳水扁 | 呂秀蓮 |          | 民主進步黨 | 4,977,737 | 39.30%   |
| 2004年 | 3月20日 | 第11任 | 80.28% | 2004年中華民國總統選舉 | 陳水扁 | 呂秀蓮 |          | 民主進步黨 | 6,471,970 | 50.11%   |
| 2008年 | 3月22日 | 第12任 | 76.33% | 2008年中華民國總統選舉 | 馬英九 | 蕭萬長 |          | 中國國民黨 | 7,658,724 | 58.45%   |
| 2012年 | 1月14日 | 第13任 | 74.38% | 2012年中華民國總統選舉 | 馬英九 | 吳敦義 |          | 中國國民黨 | 6,891,139 | 51.61%   |
| 2016年 | 1月16日 | 第14任 | 66.27% | 2016年中華民國總統選舉 | 蔡英文 | 陳建仁 |          | 民主進步黨 | 6,894,744 | 56.12%   |
| 2020年 | 1月11日 | 第15任 | 74.90% | 2020年中華民國總統選舉 | 蔡英文 | 賴清德 |          | 民主進步黨 | 8,170,231 | 57.13%   |
| 2024年 | 1月13日 | 第16任 | 71.86% | 2024年中華民國總統選舉 | 賴清德 | 蕭美琴 |          | 民主進步黨 | 5,586,019 | 40.05%   |

| 1996年總統副總統選舉 | 2000年總統副總統選舉 | 2004年總統副總統選舉 | 2008年總統副總統選舉 |
| --- | -------------------- | -------------------- | -------------------- |
| |                      |                      |                      |
| 2012年總統副總統選舉 | 2016年總統副總統選舉 | 2020年總統副總統選舉 | 2024年總統副總統選舉 |
| |                      |                      |                      |
| 綠色表示代表民主進步黨推薦的候選人領先，藍色表示代表中國國民黨推薦的候選人領先，黃色為公民連署候選人林洋港，橘色為公民連署候選人宋楚瑜。 |                      |                      |                      |

## 總統副總統罷免
依照《中華民國憲法增修條文》及《總統副總統選舉罷免法》之規定，總統、副總統之罷免案，須先在立法院經全體立法委員四分之一之提議，全體立法委員三分之二之同意後提出罷免案成立之宣告。宣告成立後十日內，立法院應將罷免案連同罷免理由書及被罷免人答辯書移送中央選舉委員會辦理罷免投票。罷免投票需於立法院移送相關文書後六十日內舉行，如有中華民國自由地區選舉人總額過半數之投票，有效票過半數同意罷免時，罷免投票即為通過。
罷免案需先經立法院（國會）提出，公民沒有直接罷免總統副總統的權利。目前曾經有兩次罷免案被提出，但均在立法院表決時遭到否決，事實上並未有總統副總統罷免投票的記錄。
| 年份   | 任次       | 姓名   | 立法院表決 | 立法院表決 | 罷免公民投票 | 罷免公民投票             | 主條目 |
| 年份   | 任次       | 姓名   | 日期       | 結果       | 日期         | 結果                     | 主條目 |
| ------ | ---------- | ------ | ---------- | ---------- | ------------ | ------------------------ | ------ |
| 2006年 | 第11任總統 | 陳水扁 | 6月27日    | 不通過     | 未舉行       | 2006年中華民國總統罷免案 |        |
| 2012年 | 第12任總統 | 馬英九 | 5月15日    | 不通過     | 未舉行       | 2012年中華民國總統罷免案 |        |

總統、副總統之彈劾案，須先在立法院經全體立法委員二分之一以上之提議，全體立法委員三分之二以上之決議後，聲請司法院大法官成立憲法法庭審理，如憲法法庭判決成立時，被彈劾人應即解職。目前為止並未有總統副總統依此提出彈劾的記錄。

### 引用
1. ↑  . BBC News 中文. 2023-05-04. （原始内容存档于2023-06-21） （中文（繁體））.
2. 1 2 3 4  總統直選 （页面存档备份，存于）, 條目撰稿人：政大歷史系薛化元教授, 台灣大百科全書, 行政院文化建設委員會
3. 1 2  改寫台灣歷史的人--李登輝執政十二年 （页面存档备份，存于）, 台灣光華雜誌, 2000.6
4. ↑  ＜戒嚴幽靈續頑抗＞漫長抗爭換來民主 （页面存档备份，存于）, 新台灣新聞周刊, 2007/07/19
5. 1 2  臺灣省諮議會. . 臺灣省諮議會. 2007-08-01. ISBN 9789860042719 （中文（臺灣））.
6. 1 2  馬講的話還有人信嗎？ （页面存档备份，存于）, 自由時報, 2011-8-31
7. 1 2 3 4  .   [2011-05-23]. （原始内容存档于2014-10-09）.
8. 1 2  威權時代終結及歷史的新開端－－十年來的台灣政治民主回顧 （页面存档备份，存于），財團法人台灣新世紀文教基金會，1998/2/20。
9. 1 2  馬英九：從「委任直選」到「委任公投」 （页面存档备份，存于）, 新台灣新聞周刊, 2003/12/03
10. 1 2  馬英九「反民主」舉例 （页面存档备份，存于）, 新台灣新聞周刊, 2002/11/17
11. 1 2 3  總統直選 台灣法理獨立日, 玉山周報,  2010-03-12
12. 1 2  金溥聰正清算馬英九的舊帳？ （页面存档备份，存于），黃創夏部落格，2011-06-15
13. ↑  施正鋒, 美國總統選舉方式 （页面存档备份，存于），台灣法律網。
14. ↑  .   [2017-11-16]. （原始内容存档于2012-07-09）.
15. ↑  .   [2011-05-23]. （原始内容存档于2012-07-07）.
16. ↑  林佳龍. . 臺北: 新自然主義. 2001-04-21: 217–266. ISBN 9789576964305 （中文（臺灣））.
17. ↑  李登輝. . 臺北: 遠流. 2000-11-01. ISBN 9789573241706 （中文（臺灣）及日语）.
18. ↑  阮銘，2002，台灣企業家的「國家認同」 （页面存档备份，存于）。香港：爭鳴網。7月16日。
19. ↑  馬呂交鋒 火花四射無共識 Archive.today的存檔，存档日期2012-09-04，玉山周報，2010-2-11
20. ↑  96共識推動聯盟[永久]
21. ↑  翁明賢：兩岸新定位 台灣新課題 （页面存档备份，存于），玉山周報，2010-10-20